# きょう発プラス!
『きょう発プラス!』（きょうはつプラス）は、TBS系列（JNN）で2005年3月28日から2006年9月29日まで平日に生放送されていた昼の報道・情報ワイド番組である。通称「きょう発」。
放送時間は10:50 - 12:55（2006年4月3日からは13:00まで、JST）。ただし2006年5月4日はTBSのみ9:55から放送した。TBS、毎日放送、山陽放送（不定期を除く）、中国放送、テレビ山口（不定期を除く）、テレビ高知、RKB毎日放送以外の局は11:30放送開始。「JNN報道特別番組」やスペシャルドラマの放送がある時は、時間を変更して放送された。
「もっと分かりやすく!面白く!役立つ!」を目的として開始。政治・経済・社会問題・芸能・スポーツ・流行・生活情報といった、あらゆる情報のジャンルを応えて伝える、日々起こる様々な出来事を、番組独自の切り口と明快な解説で料理する、他では味わえない内容であり、法律家、学者、医師、ジャーナリスト等の多分野の専門家と共に、「時に鋭く」、「時に深く」情報を分析していく。また、生放送の目玉「速報性」を最大限に活かしており、情報ビュッフェスタイル・大型新感覚ニュース&エンターテインメント番組である。

## 番組概要
前番組である『ニュースフロント』と『（特）情報とってもインサイト』を『TBS平日ワイド大改編・昼の変』によってリニューアル。昼の『JNN NEWS』枠を内包したワイド編成への1年ぶりの改編に。11:30 - 11:54頃のJNN NEWSのパートはリアルタイム字幕放送を実施する。
当初は週刊誌等で『インサイト』の総合司会であったホンジャマカの恵俊彰以外の出演者が総入れ替えされ、全く違った番組になると予想されていたが、恵以外にも『インサイト』からは総合司会として評論家の山田五郎やアナウンサーの長岡杏子など、『ニュースフロント』からはニュースキャスターとしてアナウンサーの伊藤隆太が続投、曜日別コーナーなども一部引き続いていた。
坂本堤弁護士一家殺害事件の発端となったTBSビデオ問題での責任を取り、ワイドショー撤退宣言をした同局であったため、「報道ワイドショーの復活」と批判もされた。しかし、これより1年前まで放送されていた『ベストタイム』の12時台前半部、ひいては2000年春から2014年春までの朝の情報番組枠（『エクスプレス』→『おはよう!グッデイ』→『ウォッチ!』→『みのもんたの朝ズバッ!』→『朝ズバッ!』）の7時台後半から8時台にかけては「報道ワイドショー」のような内容といえるにもかかわらずそういった指摘はされていない。
JNN系列でもある中部日本放送制作の『キユーピー3分クッキング』をネットしている地域では、10:50からのネットは事実上不可能となっているため、第二部（11:30 - ）からのネットとなっている（ネット局はこちらを参照）。そのため、第2部のオープニングでは飛び乗りネット局に配慮し「こんにちは、『きょう発プラス!』です」と挨拶していた。また10:50からのネット局はTBSを除き関西以西に集中している（詳細は後述）。
2006年5月5日の放送でRKB毎日放送が特別番組を放送のため第2部（11:30 - ）から放送した。
2006年6月8日・9日は特別編成で9:55からの3時間の放送となった。系列では毎日放送は完全フルネットだが山陽放送、テレビ山口ではこれまで通りの10:50開始（VTR途中からの飛び乗りでVTR明け後でも挨拶はなし）。
番組自体は安定した視聴率を保っていたが、2006年10月から福澤朗が総合司会を務める情報番組『ピンポン!』を立ち上げるため、本番組は発展的に終了。終了後、恵は平日14時・15時台の情報番組『2時っチャオ!』へ異動した。
番組が終了してから2年半の2009年3月30日に、その『ピンポン!』と『2時っチャオ!』が統合した大型情報番組『ひるおび!』が開始され、恵が再び同枠で総合司会を務めることになる。

## 出演者
- ※印は『ひるおび!』にも出演している人物。

### 総合司会
- 恵俊彰（ホンジャマカ）※
- 山田五郎
- 長岡杏子（当時TBSアナウンサー）

長岡不在時は、長峰が代行する。

### コメンテーター
- 荻原博子（経済評論家）
- 吉川美代子（月曜日・当時TBSアナウンサー兼解説委員）
- 大谷昭宏（火曜日・ジャーナリスト）※
- 大澤孝征（水曜日・弁護士）
- 井筒和幸（木曜日・映画監督）
- 山田美保子（金曜日・コラムニスト）

### その他
- 小林豊
- 駒田健吾
- 斎藤哲也（朝刊プラス担当）※
- 向井政生 - 『ひるおび!』ではナレーションのみ。

※いずれもTBSアナウンサー（小林・斎藤・向井は当時）。

### ニュース担当
- 長岡杏子（総合司会を兼務）

長岡不在時は、長峰が代行する。
- 伊藤隆太

伊藤が不在時は、駒田が代行する場合もある。
- - 長岡は『ピンポン!』内のニュースも続投。
  - 伊藤は『ニュースフロント』から続投、『ピンポン!』→『ひるおび!』内のニュースも続投。

※いずれもTBSアナウンサー（長岡は当時）。

#### ニュースナレーション
- 鈴木順（月曜日・火曜日・木曜日・金曜日）
- 長峰由紀（水曜日、長岡の休暇時には顔出しで代役）
- 山田愛里（水曜日、2006年3月降板）

※いずれもTBSアナウンサー（鈴木・山田愛里は当時）。

### リポーター
芸能
- 梨元勝（ショッピングコーナーの『きょう発セレクション』にも出演）

事件
- 石川小百合
- 打上順子
- 服部陽介
- 小森谷徹※（ただし、『ひるおび!』では午後枠には出演しない）
- 古瀬絵理（2005年5月降板）
- 中島静佳（現：日テレNEWS24キャスター）

### 天気予報担当
- 森朗（気象予報士）※ - 『ニュースフロント』から続投。『ピンポン!』→『ひるおび!』（月曜日 - 木曜日→月曜日・火曜日）内のニュースも続投。
- 真壁京子（気象予報士、2006年3月降板）

## 主な内容
- 10:50　オープニング（スタジオからニュースをいくつか紹介）

ここでも斎藤アナが一部新聞を紹介する
- 11:02　きょう発セレクション（テレショップ）
- 11:10　【ローカル枠】（下記参照）
- 11:12　細木数子のズバリきょうも言うわよ!（六星占い）
- 11:13　番組宣伝（今夜放送のドラマなど）
- 11:16　朝刊プラス
- 11:30　JNN NEWS（きょう発NEWS） ここよりJNN全局ネット（JNN協定適用）

この枠の冒頭は3人が立って挨拶、その後長岡が同一スタジオ内に設置された専用セットへ移動し伊藤と伝える。
- 11:49　ローカルニュース・天気予報
- 11:52　きょう発エンタメダッシュ（VTR中心で進行）
- 11:54　プラスα(特集コーナー、『インサイト』の「今日のアングル」の形式に近い）
- 曜日別コーナー
  - 帰ってきたおサイフ救助隊（木曜日）
- 12:58　エンディング（12:58:10終了）

時刻が太字で表示されていないところは目安の時間。
また全国天気は8月ごろでなくなっており台風情報などの場合のみ全国天気がある。

## スタッフ
- プロデューサー：須賀和晴
- 制作：TBSテレビ

## ネット局
- 前番組『（特）情報とってもインサイト』とは異なり、10:50 - 11:30はローカルセールス枠のため、TBSテレビ以外の通常時◎としていた局でも自主編成を行う等の関係から不定期で臨時に〇に変更する場合があった。
- ネット状況について
  - ◎…同時フルネット
  - 〇…同時ネット（11:30飛び乗り）
  - ※…キユーピー3分クッキング（CBCテレビ版）をネットしている局。

| 放送対象地域  | 放送局                    | 系列    | 放送時間           | 備考                        |
| 放送対象地域  | 放送局                    | 系列    | 平日 10:50 - 12:55 | 備考                        |
| ------------- | ------------------------- | ------- | ------------------ | --------------------------- |
| 関東広域圏    | TBS                       | TBS系列 | ◎                  | - 【制作局】 - 現:TBSテレビ |
| 近畿広域圏    | 毎日放送（MBS）           | TBS系列 | ◎                  |                             |
| 岡山県 香川県 | 山陽放送（RSK）           | TBS系列 | ◎                  | - 現:RSK山陽放送            |
| 広島県        | 中国放送（RCC）           | TBS系列 | ◎                  |                             |
| 山口県        | テレビ山口（tys）         | TBS系列 | ◎                  |                             |
| 高知県        | テレビ高知（KUTV）        | TBS系列 | ◎                  |                             |
| 福岡県        | RKB毎日放送（RKB）        | TBS系列 | ◎                  |                             |
| 北海道        | 北海道放送（HBC）※        | TBS系列 | ○                  |                             |
| 青森県        | 青森テレビ（ATV）         | TBS系列 | ○                  |                             |
| 岩手県        | IBC岩手放送（IBC）※       | TBS系列 | ○                  |                             |
| 山形県        | テレビユー山形（TUY）     | TBS系列 | ○                  |                             |
| 宮城県        | 東北放送（TBC）※          | TBS系列 | ○                  |                             |
| 福島県        | テレビユー福島（TUF）※    | TBS系列 | ○                  |                             |
| 山梨県        | テレビ山梨（UTY）         | TBS系列 | ○                  |                             |
| 新潟県        | 新潟放送（BSN）※          | TBS系列 | ○                  |                             |
| 長野県        | 信越放送（SBC）※          | TBS系列 | ○                  |                             |
| 静岡県        | 静岡放送（SBS）※          | TBS系列 | ○                  |                             |
| 富山県        | チューリップテレビ（TUT） | TBS系列 | ○                  |                             |
| 石川県        | 北陸放送（MRO）※          | TBS系列 | ○                  |                             |
| 中京広域圏    | 中部日本放送（CBC）※      | TBS系列 | ○                  | - 現:CBCテレビ              |
| 鳥取県 島根県 | 山陰放送（BSS）           | TBS系列 | ○                  |                             |
| 愛媛県        | あいテレビ（iTV）         | TBS系列 | ○                  |                             |
| 長崎県        | 長崎放送（NBC）           | TBS系列 | ○                  |                             |
| 熊本県        | 熊本放送（RKK）※          | TBS系列 | ○                  |                             |
| 大分県        | 大分放送 (OBS)※           | TBS系列 | ○                  |                             |
| 宮崎県        | 宮崎放送（MRT）※          | TBS系列 | ○                  |                             |
| 鹿児島県      | 南日本放送（MBC）         | TBS系列 | ○                  |                             |
| 沖縄県        | 琉球放送（RBC）※          | TBS系列 | ○                  |                             |

## 10:50から放送している地域での一部内容差し替え状況
10:50に放送を始める局では、一部の内容を次のように差し替えている。

### TBS
11時台前半に関東地方の天気予報を放送しているため、11時台後半の天気予報は放送せず。代わって「きょう発エンタメダッシュ」を前倒しして放送。

### 毎日放送
- 11:02頃 - 11:10頃

『板東英二の欲張り市場（バザール）』（MBS制作の通販番組）
2005年9月30日まで10:55から行っていたドラマアンコール（主として愛の劇場とドラマ30の帯ドラマ、『ケータイ刑事 銭形シリーズ』の再放送）を廃枠し、10月3日から10:50開始となった。金曜日のみ10:50から35分間の通販番組『板東英二の欲バリ王国』を放送するために、11:30開始を継続していたが、番組が終了したため2006年4月14日より金曜日もフルネットを開始した。
2006年4月3日・4日は選抜高校野球の準決勝、決勝を関西ローカル向けに中継していたため、JNN協定が適用されて同時ネット放送しなければならないニュースのコーナーのみのネットとなった。
関西での『笑っていいとも!』（フジテレビ系）の視聴率が芳しくないこともあってか、意外にも好視聴率を確保していた。

### 山陽放送
2006年3月1日から不定期で『きょう発セレクション』を通販会社製作の独自のテレショップに差し替えている。関東地方の天気予報は差し替えずに放送していたが現在のところコーナーを確認できておらずローカルCMに差し替えた可能性がある（『みのもんたの朝ズバッ!』の6時台前半のローカル枠もCMに差し替えている）。但し、不定期でローカル単発特番等の編成により11:30開始の場合もある（2006年7月24日 - 8月18日は『ウルトラマンメビウス』を第19話まで放送するため、11:30開始）。天気予報はローカルニュース差し替え時間帯で放送。

### 中国放送
関東地方の天気予報を差し替えずに放送。
なお水曜日は、10:55から『石橋勝のボランティア21』を放送しているため、番組は11:30スタートだったが、2006年4月より『石橋勝のボランティア21』が10:20放送開始になったため、全曜日フルネットで放送している。

### テレビ山口
関東地方の天気予報を差し替えて放送。2005年9月までは差し替えずに放送していた。なおテレビ山口では、『若さでアタック!春の高校バレー山口県大会』といった不定期のローカル単発特番等の場合、11:20までローカル編成、11:20からミニ番組、11:30開始の場合もある。
通常編成
- 11:12　細木数子のズバリきょうも言うわよ!（六星占い）
- 11:14　tys インフォメーション

### テレビ高知
関東地方の天気予報を差し替えて放送。なおテレビ高知では、2005年9月30日まで自主制作の『ホット告知板』を除き9:55から11:30までの間に放送していた様々な番組が整理され、10月3日から10:50開始に（従って、この番組が始まる前には『上沼恵美子のおしゃべりクッキング』を編成している。また、これと引き換えに、半年間行われていた『イブニング・ファイブ』17時台のネットが中止された）。

### RKB毎日放送
- 11:02頃 - 11:07頃

今日の『今日感テレビ』は…?&お知らせ
- 11:07頃 - 11:11頃

宣伝上手
- 11:11頃 - 11:14頃

九州北部の天気予報